# Peribatodes aechmeëssa
Peribatodes aechmeëssa là một loài bướm đêm trong họ Geometridae.